# وادي السيال
وادي السيال، هو واحد من أودية الخليل الجنوبية الشرقية التي تصب مياهها السيلية في البحر الميت. ويعد جزءاً من حوض تصريف البحر الميت الداخلي المغلق، إذ يصرّف جزءاً من مياه السفوح الشرقية للنهايات الجنوبية من جبال الخليل ولا سيما مياه مرتفعات خشم أبو قديد والحدبية شمال الطريق الواصلة بين بئر السبع والبحر الميت.

## المجرى
تقع رؤوس الوادي وروافده على ارتفاع 576 مترا بالقرب من تل عواد ويعرف أيضا بـ «عراض»، وجبل خشم أبو قديد القريب منه (641 مترا). وتبدأ معالم الوادي ومجارية العليا بالاتضاح عند ارتفاع 525 – 550م. وعلى ارتفاع 450 مترا تلتقي هذه المجاري (الروافد) العليا عند لتشكل مجرى الوادي الأساسي على بعد خمسة كيلومترا إلى الشرق من تل عواد في برية الخليل، ثم يتجه الوادي نحو الشمال الشرقي مسافة 20 كم حتى عين النمرية مخترقاً منطقة صخرية تسود فيها طبقات الحجر الكلسي الطاغي على ترسبات الكريتاسي (التوروني والكريتاسي الأعلى خاصة). ويتفق سير معظم وادي سيال مع خط صدع أصاب المنطقة. وله محور شمالي شرقي – جنوبي غربي. ويتميز المجرى هنا بكونه متعرجاً يرسم منعطفات متعمقة في الصخور القاسية بجوانب شديدة الانحدار لها مظهر الخوانق الضيقة نسبياً. ويتباعد جانباً الوادي إلى قرابة كيلومتر قبل خمسة كيلومترات من عين النمرية حيث يتعرج المجرى بين الجدارين الصخريين.
يتجة الوادي بعد ذلك شرقا مسافة كيلومترين فيرفده وادي أبو مرادف من جهة شمال الشمال الغربي. وتتناقص الجوانب الصخرية المسايرة للوادي حتى نقطة مروره بين عين خشبية على يساره وعين عنيبة على يمينه، حيث يترك الأراضي الصخرية في منطقة تجوال عرب الجهالين ليسير في أرض سهلية منبسطة. ويصبح محوره العام شمالياً غربياً – جنوبياً شرقياً مسافة 5.5 كم ثم يصب في البحر الميت مقابل ما كان يعرف بشبه جزيرة اللسان مشكلاً مخروطاً لحقياً واضحاً، وبذلك يكون وادي سيال قد قطع مسافة قدرها 33.5كم.
تسميه خرائط الاحتلال الإسرائيلي ناحل تسيليئيم.

## المناخ
يسيطر على حوض الوادي مناخ جاف تراوح أمطاره بين 75 و200مم، ودرجات حرارته السنوية المتوسطة بين 20 درجة مئوية و24 درجة مئوية. ولما كان الوادي عديم الينابيع، عدا بعض العيون الصغيرة، فإن نظام جريانه سيلي. وقد جعل انكشاف الصخور ووعورة الأرض وقسوة الشروط المناخية المنطقة أرضاً صحراوية خالية من السكان، خلا أفراد عرب الجهالين.